# Zentralamerika- und Karibikspiele 1938/Tennis
Die Tenniswettbewerbe der IV. Zentralamerika- und Karibikspiele 1938 wurden in Panama-Stadt ausgetragen. Es fanden bei Damen und Herren Einzel und Doppel sowie der Mixedwettbewerb statt. Erfolgreichstes Land war Mexiko mit drei Titeln.

## Herren

### Einzel
| Platz | Land    | Spieler        |
| ----- | ------- | -------------- |
| 1     | Jamaika | Donald Leahong |
| 2     | Jamaika | Clinton Nunes  |
| 3     | Mexiko  | Esteban Reyes  |

### Doppel
| Platz | Land      | Spieler                        |
| ----- | --------- | ------------------------------ |
| 1     | Mexiko    | Daniel Hernández Esteban Reyes |
| 2     | Kuba      | José Agüero Lorenzo Nodarse    |
| 3     | Kolumbien | Carlos Bauer Jorge Combariza   |

## Damen

### Einzel
| Platz | Land    | Spielerin                  |
| ----- | ------- | -------------------------- |
| 1     | Mexiko  | Raquel Moch                |
| 2     | Mexiko  | Esperanza Belmar de Chávez |
| 3     | Jamaika | Loris Leyden               |

### Doppel
| Platz | Land      | Spielerinnen                           |
| ----- | --------- | -------------------------------------- |
| 1     | Mexiko    | Esperanza Belmar de Chávez Raquel Moch |
| 2     | Venezuela | Cristina Eguí Carmen Urbaneja          |
| 3     | Jamaika   | Loris Leyden Jean McNair               |

## Mixed
| Platz | Land       | Spieler                       |
| ----- | ---------- | ----------------------------- |
| 1     | Jamaika    | Loris Leyden Harald Dayes     |
| 2     | Costa Rica | Helie Dittel Ricardo Saprissa |
| 3     | Mexiko     | Raquel Moch Daniel Hernández  |

## Medaillenspiegel
| Platz | Land       | Gold | Silber | Bronze | Gesamt |
| ----- | ---------- | ---- | ------ | ------ | ------ |
| 01    | Mexiko     | 3    | 1      | 3      | 7      |
| 02    | Jamaika    | 2    | 1      | 1      | 4      |
| 03    | Kuba       | —    | 1      | —      | 1      |
| 03    | Venezuela  | —    | 1      | —      | 1      |
| 03    | Costa Rica | —    | 1      | —      | 1      |
| 06    | Kolumbien  | —    | —      | 1      | 1      |